# Вівсянка городня

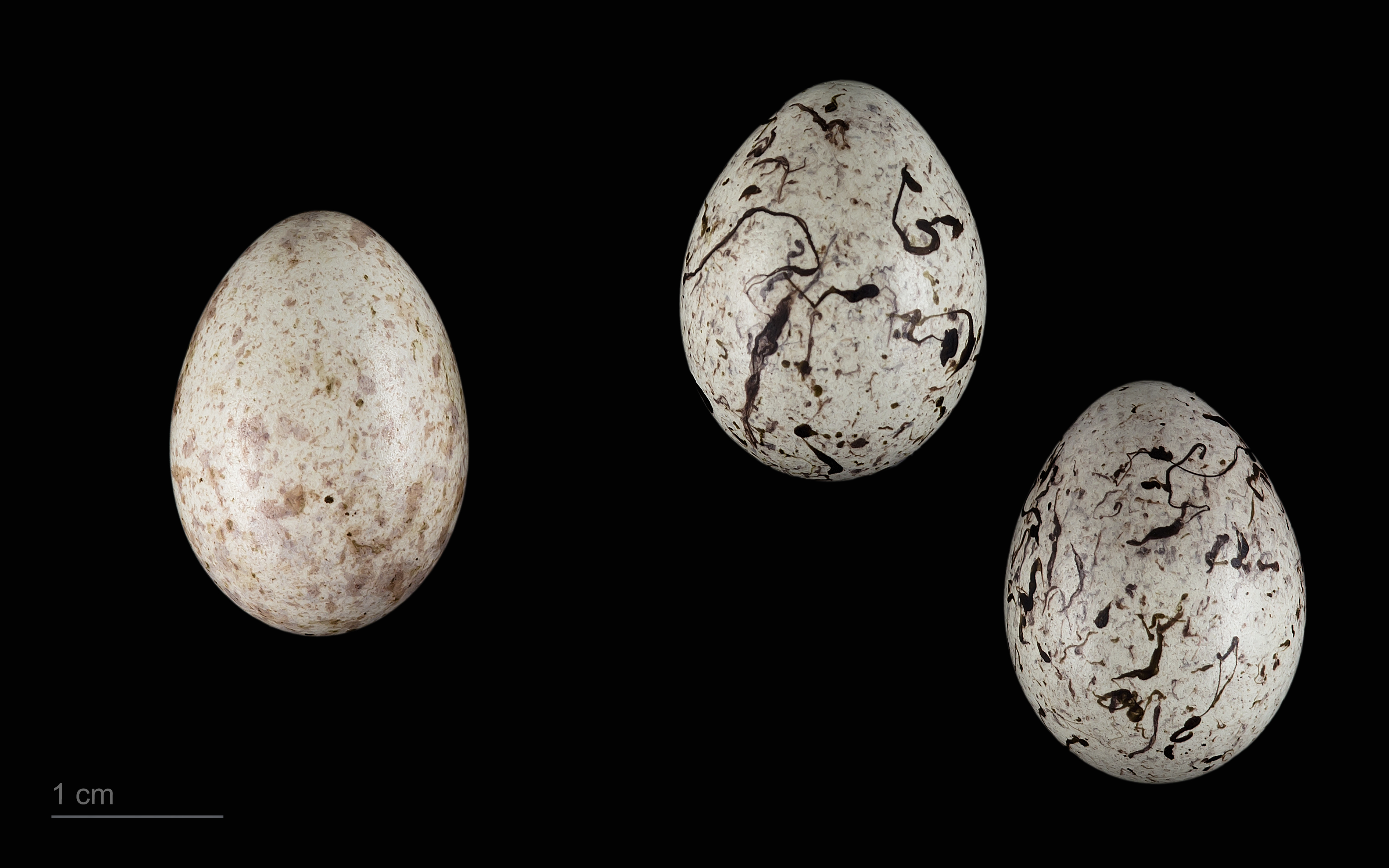
яйце Cuculus canorus canorus + Emberiza cirlus - Тулузький музей

Вівсянка городня (Emberiza cirlus) — птах родини Вівсянкові. Маса тіла: 20-25 г, довжина тіла: близько 17 см.
У дорослого самця в шлюбному вбранні верх голови сірувато-бурий, із чорними рисками; через око проходить чорна смуга; «брови» і смуги, які проходять від дзьоба до задньої частини шиї, жовті; горло чорне, окреслене жовтим; спина і верхні покривні пера крил рудуваті, з темно-бурою строкатістю; поперек і надхвістя оливково-сірі; воло сіре, по боках — руде; решта низу жовта, з темними рисками на боках тулуба; махові пера сірувато-бурі, зі світлою облямівкою; хвіст бурий, на двох крайніх парах стернових пер біла барва; дзьоб сірий; ноги бурі; у позашлюбному оперенні тьмяніший; на всій голові й горлі сірий відтінок. У дорослої самки в шлюбному оперенні менше рудого кольору і більше темних рисок, аніж у шлюбного самця; горло жовтувате; смуги за очима і ті, що окреслюють знизу щоки, бурі; поперек і надхвістя оливкові; у позашлюбному оперенні буріша. Молодий птах подібний до дорослої самки в позашлюбному оперенні.
Середовище існування: узлісся, сади, лісосмуги. Співає на верхівках дерев і кущів.
3вуки: пісня — монотонне «тсі-тсі-тсі-гсі-тсі-тсі-тсі», поклик — коротке «ціп».
Відмінності від схожих видів: від більшості видів вівсянок відрізняється оливково-сірими (дорослий самець) або оливковими (доросла самка) попереком і надхвістям; крім того, самець — чорним горлом у поєднанні з сірим волом, а від самця очеретяної вівсянки — жовтим кольором в оперенні.

## Живлення
Влітку харчується переважно комахами, взимку — насінням.

## Розмноження
Період розмноження — з квітня по вересень. Гніздо будує на землі, в кладці 2-5 яєць, дуже схожих на яйця звичайної вівсянки. У рік буває до 3 виводків.

## Географія
Мешкає в західній і південній Європі, на островах Середземного моря і в північній Африці. Ізольована популяція живе в Англії в графстві Девон. Відомий заліт цього виду в Росію в Тульську область. В Україні рідкісний залітний. Зареєстровано в Криму і на Львівщині.